# Fumio Asakura
Fumio Asakura (朝倉文夫, Asakura Fumio), né le 1er mars 1883 dans la préfecture d'Ōita et mort le 18 avril 1964, est un sculpteur japonais.

## Biographie
Asakura Fumio naît et grandit dans un petit village de la préfecture de Oita à l’est de l’île de Kyūshū. Son nom de naissance est Watanabe Fumio. À l’âge de dix ans, il est adopté par la famille Asakura. 
Ayant échoué aux examens d’entrée au lycée, il part en 1902 rejoindre son frère aîné, le sculpteur Watanabe Osao (1874-1952) auprès duquel il apprend les rudiments du métier. En 1903, il réussit le concours d’entrée à l’École des beaux-arts de Tōkyō où il perfectionne sa technique et s’intéresse aux sculpteurs européens, et en particulier à Rodin. En 1908, il expose pour la première fois au Salon des beaux-arts du ministère de l’Éducation fondé l’année précédente pour encourager la création nationale. Il reçoit le deuxième prix, début d’une longue série qui lui permet de devenir en 1916 le plus jeune membre du jury du prestigieux salon. En 1921, il devient professeur à l’École des beaux-arts de Tōkyō.
Asakura Fumio commence à recevoir de nombreuses commandes publiques et devient dans les années 1930-1940 le plus important sculpteur officiel du Japon avec Seibō Kitamura (1884-1987). Il réalise entre autres les statues d’hommes politiques comme Ōkuma Shigenobu (1932, Université Waseda, Tōkyō) et Inukai Tsuyoshi (1934, Okayama).
Entre 1941 et 1945, la plupart de ses bronzes sont fondus en raison de la politique de récupération des métaux pour les besoins de la guerre.
Au lendemain de la Seconde Guerre mondiale, il continue de produire des œuvres à la fois réalistes et sensibles. Il reçoit plusieurs commandes sur le thème de la paix, de la jeunesse ou de l’éveil. Il reçoit de nombreux prix et décorations.